# Jesus Pontes
Jesus Pontes (Macapá),  é um político brasileiro, filiado ao PDT. Nas eleições de 2022, foi eleito deputado estadual pelo AP.